# Хо (език)
Хо (Ho, още и Бихар Хо, Bihar Ho, и Ланка Кол, Lanka Kol) е език от австрало-азиатското езиково семейство, който основно се говори в Индия от около 1,04 милиона души, съставляващи 0.103% от населението на страната (по данни от преброяването през 2001). Езикът се говори от австро-азиатската етническа група Хо, а писмената му система е Варанг Кшити. В някои региони се ползват азбуката на одия, деванагари, както и латиницата, но те не се смятат за идеални заместители от говорещите Хо, които предпочитат да ползват изключително Варанг Кшити.  Името „Хо“ произлиза от местната дума „хо“ със значение „човек“. 

## Разпространение на езика
Най-голяма концентрация на говорещи езика Хо има в провинция Източен Сингхбхум в южната част на щата Джаркханд и в провинции Маюрбхандж и Кеонджхар (Кендуджхар) в северната част на щата Одиша. Хо е по-близък до диалекта на Мундари, говорен в Маюрбхандж, отколкото до езика, който се говори в Джаркханд. Въпреки че Хо и Мундари са лингвистически близки, етническата идентичност на говорещите двата езика е различна.